# Coppa Città di Enna 1967

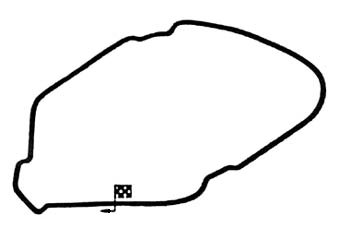
Streckenverlauf des Autodromo di Pergusa

Die Coppa Città di Enna 1967, auch Coppa Citta di Enna, Pergusa, fand am 6. August auf dem Autodromo di Pergusa in Enna auf Sizilien statt und war der 11. Wertungslauf der Sportwagen-Weltmeisterschaft dieses Jahres.

## Das Rennen
1967 zählte die Coppa Cittá di Enna zum letzten Mal zur Sportwagen-Weltmeisterschaft. Favorit auf den Gesamtsieg war Lokalmotador Nino Vaccarella, der auf einem Ford GT40 an den Start ging und seiner Favoritenrolle gerecht wurde. Er Siegte mit dem Vorsprung von einer Runde auf den Schweizer Dieter Spoerry und Carlo Facetti, die mit Porsche 906 an der Veranstaltung teilnahmen. 

## Ergebnisse

### Schlussklassement
| 1               | S + 2.0 | 80 | Scuderia Brescia Corse | Nino Vaccarella        | Ford GT40                  | 63 |
| 2               | P 2.0   | 62 | Squadra Tartaruga      | Dieter Spoerry         | Porsche 906LH              | 62 |
| 3               | S 2.0   | 66 |                        | Carlo Facetti          | Porsche 906                | 62 |
| 4               | S 2.0   | 60 | Luigi Taramazzo        | Luigi Taramazzo        | Porsche 906                | 58 |
| 5               | S 1.3   | 26 |                        | Alfio Gambero          | Abarth 1300 OT             | 53 |
| 6               | S 1.3   | 22 |                        | Guido Nicolai          | Abarth 1300 OT             | 52 |
| 7               | S + 2.0 | 82 |                        | Emanuele Benedetto     | Ferrari 275 GTB/4          | 51 |
| 8               | S 1.6   | 38 |                        | Carmelo Giugno         | Alfa Romeo Giulia TZ       | 51 |
| 9               | P 2.0   | 14 |                        | Jim Marsh              | Marcos Mini GT             | 49 |
| 10              | S 1.6   | 40 |                        | Pietro Lo Piccolo      | Alfa Romeo Giulia TZ       | 49 |
| 11              | S 1.3   | 20 |                        | Salvatore Maggiore     | Abarth-Simca 1300 Bialbero | 49 |
| 12              | P 1.0   | 6  |                        | Silvano Scodellari     | Osca S1100                 | 49 |
| 13              | P 1.0   | 10 |                        | Giuseppe Parla         | Moretti 850                | 49 |
| Nicht klassiert |         |    |                        |                        |                            |    |
| 14              | S 2.0   | 8  |                        | Francesco Patané       | Fiat-Abarth 1000SP         | 43 |
| Ausgefallen     |         |    |                        |                        |                            |    |
| 15              | S 1.3   | 18 |                        | Giuseppe Valenza       | Abarth-Simca 1300 OT       | 39 |
| 16              | S 2.0   | 12 |                        | Salvatore Calascibetta | Fiat-Abarth 1000           | 23 |
| 17              | S 1.3   | 16 |                        | Vito Tipa              | Abarth-Simca 1300 Bialbero | 1  |
| Nicht gestartet |         |    |                        |                        |                            |    |
| 18              | P 2.0   | 2  |                        | Antonio Trupia         | Moretti 850                | 1  |

1 nicht gestartet

### Nur in der Meldeliste
Hier finden sich Teams, Fahrer und Fahrzeuge, die ursprünglich für das Rennen gemeldet waren, aber aus den unterschiedlichsten Gründen daran nicht teilnahmen. 
| Pos. | Klasse  | Nr. | Team | Fahrer         | Chassis              |
| ---- | ------- | --- | ---- | -------------- | -------------------- |
| 19   | P 2.0   | 2   |      | Luigi Tommasi  | Abarth 1000          |
| 20   | S 1.3   | 24  |      | Sergio Morando | Abarth 1300 OT       |
| 21   | S 1.6   | 36  |      | Antonello Sau  | Alfa Romeo Giulia TZ |
| 22   | S 2.0   | 64  |      | Alfonso Vella  | Abarth 2000          |
| 23   | P + 2.0 | 76  |      | Jo Schlesser   | Ford MK.IV           |

### Klassensieger
| Klasse  | Fahrer             | Fahrzeug             | Platzierung im Gesamtklassement |
| ------- | ------------------ | -------------------- | ------------------------------- |
| P 2.0   | Dieter Spoerry     | Porsche 906LH        | Rang 2                          |
| P 1.0   | Silvano Scodellari | Osca S1100           | Rang 12                         |
| S + 2.0 | Nino Vaccarella    | Ford GT40            | Gesamtsieg                      |
| S 2.0   | Carlo Facetti      | Porsche 906          | Rang 3                          |
| S 1.6   | Carmelo Giugno     | Alfa Romeo Giulia TZ | Rang 8                          |
| S 1.3   | Alfio Gambero      | Abarth 1300 OT       | Rang 5                          |

### Renndaten
- Gemeldet: 23
- Gestartet: 17
- Gewertet: 13
- Rennklassen: 6
- Zuschauer: unbekannt
- Wetter am Renntag: heiß und trocken
- Streckenlänge: 4,798 km
- Fahrzeit des Siegerteams: 1:26:10,500 Stunden
- Gesamtrunden des Siegerteams: 63
- Gesamtdistanz des Siegerteams: 302,211 km
- Siegerschnitt: 210,417 km/h
- Pole Position: Nino Vaccarella – Ford GT40 (#80) – 1:19,100 = 218,321 km/h
- Schnellste Rennrunde: Nino Vaccarella – Ford GT40 (#80) – 1:18,700 = 219,431 km/h
- Rennserie: 11. Lauf zur Sportwagen-Weltmeisterschaft 1967